# Йохан Кройф
Хендрик Йоханес Кройф (на нидерландски: Hendrik Johannes Cruijff), по-известен като Йохан Кройф (на нидерландски: Johan Cruijff), е нидерландски футболист и треньор по футбол. Още в началото на своята кариера започва да играе по системата на тоталния футбол, измислена от треньора Ринус Михелс. Има 48 мача (34 пъти е капитан) за националния отбор на Нидерландия, в които вкарва 33 гола. Световен вицешампион през 1974 г. Трикратен носител на Златната топка за 1971, 1973 и 1974 г. Смятан е за един от най-великите майстори на футболната игра.

## Детство
Хендрик Йоханес Кройф е роден на 25 април 1947 година в гражданската болница на улица „Линнаустрат“ в Амстердам. Той е бил син на Германюс Корнелис Кройф и неговата жена Петронела Бернарда Драйер, а своето име е получил в чест на дядо си – бащата на майка му. Неговите родители са родом от района „Йордан“, Амстердам. След завършване на войната те са живели и работили в своя неголям зеленчуков магазин, който се наричал „Cruijffs Aardappelenhandel“. Баща му умира твърде рано и майка му започва да работи като чистачка, за да може да изхранва семейството си. Един от нейните работодатели също е и футболният клуб „Аякс“ (Амстердам). Така пътят на малкия Йохан е предопределен. Детството му преминава на улица „Аккерстрат“ в района „Бетондорп“ в източната част на града, недалеч от стадион „Де Мер“. Заедно със своя по-голям доведен брат Хени, който е бил син на баща му от първия брак, той много играл футбол на улицата. По-късно те заедно започват да играят в юношеския отбор на „Аякс“.

## Кариера

### Футболист
Кройф тренира в школата на Аякс и дебютира в нидерландското първенство на 15 ноември 1964, когато „Аякс“ губи от „ФК Гронинген“ с 1:3, а Кройф отбелязва гола за „Аякс“. 19 години и 6 месеца по-късно, на 13 май 1984, той играе последния си мач срещу ФК „Зволе“ с екипа на Фейенорд и отново отбелязва гол. Играе общо 520 мача в клубната си кариера, в които бележи 291 гола. Отказва да участва на световното първенство през 1978 г. в Аржентина, когато Нидерландия става отново сребърен медалист.
Играе обикновено с номер 14.

### Треньор
Като треньор води следните отбори:
- Аякс (Амстердам): 1985 – 1988
- Барселона: 1989 – 1996
- Каталуния: 2009 – 2013

През 1987 с Аякс печели КНК, а с Барселона печели 4 поредни шампионски титли (1991 – 1994) и Шампионската лига през 1992.

## Успехи

### Футболист
- „Златна топка“: 3
  - 1971, 1973 и 1974
- Нидерландски играч на столетието: 1
  - 1998
- Европейски играч на столетието на IFFHS: 1
  - 12 януари 1999
- Най-добър играч на световно първенство: 1
  - 1974
- Световен вицешампион: 1
  - 1974
- Междуконтинентална купа: 1
  - 1972
- Европейска суперкупа: 1
  - 1972
- Купа на европейските шампиони: 3
  - 1971, 1972, 1973
- Нидерландски футболист на годината: 5
  - 1967, 1968, 1969, 1971, 1984
- Нидерландски спортист на годината на AVRO: 2
  - 1974, 1975
- Американски играч на годината: 2
  - 1979, 1980
- Европейски бронзов медалист: 1
  - 1976
- Шампион на Нидерландия: 9
  - 1966, 1967, 1968, 1970, 1972, 1973, 1982, 1983, 1984
- Шампион на Испания: 1
  - 1974
- Голмайстор на нидерландското първенство: 2
  - 1967 (33 гола), 1972 (25 гола)
- Купа на Нидерландия: 6
  - 1967, 1970, 1971, 1972, 1983, 1984
- Купа на Испания: 1
  - 1978

### Треньор
- Суперкупа на Европа: 1
  - 1992
- Шампионска лига: 1
  - 1992
- Купа на носителите на национални купи (КНК): 2
  - 1987, 1989
- Старши треньор на годината, сп. „Уърлд Сокър“: 1
  - 1987
- Старши треньор на годината, сп. „Онз Мондиал“: 2
  - 1994, 1994
- Шампион на Испания: 4
  - 1991, 1992, 1993, 1994
- Купа на Нидерландия: 2
  - 1986, 1987
- Купа на Испания: 1
  - 1990

### Мачове и голове за националния отбор на Нидерландия
| Мачове и голове за националния отбор | Мачове и голове за националния отбор | Мачове и голове за националния отбор | Мачове и голове за националния отбор | Мачове и голове за националния отбор | Мачове и голове за националния отбор | Мачове и голове за националния отбор |
| ------------------------------------ | ------------------------------------ | ------------------------------------ | ------------------------------------ | ------------------------------------ | ------------------------------------ | ------------------------------------ |
| №                                    | Дата                                 | Съперник                             | Резултат                             | Голове                               | Турнир                               |                                      |
| 1                                    | 7 септември 1966                     | Унгария                              | 2:2                                  | 1                                    | Квалификация за ЕП 1968              |                                      |
| 2                                    | 6 ноември 1966                       | Чехословакия                         | 1:2                                  | -                                    | Приятелски мач                       |                                      |
| 3                                    | 13 септември 1967                    | ГДР                                  | 1:0                                  | 1                                    | Квалификация за ЕП 1968              |                                      |
| 4                                    | 4 октомври 1967                      | Дания                                | 2:3                                  | -                                    | Квалификация за ЕП 1968              |                                      |
| 5                                    | 1 ноември 1967                       | Югославия                            | 1:2                                  | -                                    | Приятелски мач                       |                                      |
| 6                                    | 1 май 1968                           | Полша                                | 0:0                                  | -                                    | Приятелски мач                       |                                      |
| 7                                    | 26 март 1969                         | Люксембург                           | 4:0                                  | 1                                    | Квалификация за СП 1970              |                                      |
| 8                                    | 7 септември 1969                     | Полша                                | 1:2                                  | -                                    | Квалификация за СП 1970              |                                      |
| 9                                    | 5 ноября]] 1969                      | Англия                               | 0:1                                  | -                                    | Приятелски мач                       |                                      |
| 10                                   | 14 януари 1970                       | Англия                               | 0:0                                  | -                                    | Приятелски мач                       |                                      |
| 11                                   | 2 декември 1970                      | Румъния                              | 2:0                                  | 2                                    | Приятелски мач                       |                                      |
| 12                                   | 24 февруари 1971                     | Люксембург                           | 6:0                                  | 2                                    | Квалификация за ЕП 1972              |                                      |
| 13                                   | 10 октомври 1971                     | ГДР                                  | 3:2                                  | -                                    | Квалификация за ЕП 1972              |                                      |
| 14                                   | 17 ноември 1971                      | Люксембург                           | 8:0                                  | 3                                    | Квалификация за ЕП 1972              |                                      |
| 15                                   | 1 декември 1971                      | Шотландия                            | 2:1                                  | 1                                    | Приятелски мач                       |                                      |
| 16                                   | 16 февруари 1972                     | Гърция                               | 5:0                                  | 2                                    | Приятелски мач                       |                                      |
| 17                                   | 3 май 1972                           | Перу                                 | 3:0                                  | -                                    | Приятелски мач                       |                                      |
| 18                                   | 30 август 1972                       | Чехословакия                         | 2:1                                  | 1                                    | Приятелски мач                       |                                      |
| 19                                   | 1 ноември 1972                       | Норвегия                             | 9:0                                  | 2                                    | Квалификация за СП 1974              |                                      |
| 20                                   | 19 ноември 1972                      | Белгия                               | 0:0                                  | -                                    | Квалификация за СП 1974              |                                      |
| 21                                   | 2 май 1973                           | Испания                              | 3:2                                  | 1                                    | Приятелски мач                       |                                      |
| 22                                   | 22 август 1973                       | Исландия                             | 5:0                                  | 2                                    | Квалификация за СП 1974              |                                      |
| 23                                   | 29 август 1973                       | Исландия                             | 8:1                                  | 2                                    | Квалификация за СП 1974              |                                      |
| 24                                   | 12 септември 1973                    | Норвегия                             | 2:1                                  | 1                                    | Квалификация за СП 1974              |                                      |
| 25                                   | 10 октомври 1973                     | Полша                                | 1:1                                  | -                                    | Приятелски мач                       |                                      |
| 26                                   | 18 ноември 1973                      | Белгия                               | 0:0                                  | -                                    | Квалификация за СП 1974              |                                      |
| 27                                   | 27 март 1974                         | Австрия                              | 1:1                                  | -                                    | Приятелски мач                       |                                      |
| 28                                   | 26 май 1974                          | Аржентина                            | 4:1                                  | -                                    | Приятелски мач                       |                                      |
| 29                                   | 15 юни 1974                          | Уругвай                              | 2:0                                  | -                                    | СП 1974                              |                                      |
| 30                                   | 19 юни 1974                          | Швеция                               | 0:0                                  | -                                    | СП 1974                              |                                      |
| 31                                   | 23 юни 1974                          | България                             | 4:1                                  | -                                    | СП 1974                              |                                      |
| 32                                   | 26 юни 1974                          | Аржентина                            | 4:0                                  | 2                                    | СП 1974                              |                                      |
| 33                                   | 30 юни 1974                          | ГДР                                  | 2:0                                  | -                                    | СП 1974                              |                                      |
| 34                                   | 3 юли 1974                           | Бразилия                             | 2:0                                  | 1                                    | СП 1974                              |                                      |
| 35                                   | 7 юли 1974                           | ФРГ                                  | 1:2                                  | -                                    | СП 1974                              |                                      |
| 36                                   | 4 септември 1974                     | Швеция                               | 5:1                                  | 1                                    | Приятелски мач                       |                                      |
| 37                                   | 25 септември 1974                    | Финландия                            | 3:1                                  | 2                                    | Квалификация за ЕП 1976              |                                      |
| 38                                   | 20 ноември 1974                      | Италия                               | 3:1                                  | 2                                    | Квалификация за ЕП 1976              |                                      |
| 39                                   | 10 септември 1975                    | Полша                                | 1:4                                  | -                                    | Квалификация за ЕП 1976              |                                      |
| 40                                   | 15 октомври 1975                     | Полша                                | 3:0                                  | -                                    | Квалификация за ЕП 1976              |                                      |
| 41                                   | 25 април 1976                        | Белгия                               | 5:0                                  | -                                    | Квалификация за ЕП 1976              |                                      |
| 42                                   | 22 май 1976                          | Белгия                               | 2:1                                  | 1                                    | Квалификация за ЕП 1976              |                                      |
| 43                                   | 16 юни 1976                          | Чехословакия                         | 1:3                                  | -                                    | ЕП 1976                              |                                      |
| 44                                   | 13 октомври 1976                     | Северна Ирландия                     | 2:2                                  | 1                                    | Квалификация за СП 1978              |                                      |
| 45                                   | 9 февруари 1977                      | Англия                               | 2:0                                  | -                                    | Приятелски мач                       |                                      |
| 46                                   | 26 март 1977                         | Белгия                               | 2:0                                  | 1                                    | Квалификация за СП 1978              |                                      |
| 47                                   | 12 октомври 1977                     | Северна Ирландия                     | 1:0                                  | -                                    | Квалификация за СП 1978              |                                      |
| 48                                   | 26 октомври 1977                     | Белгия                               | 1:0                                  | -                                    | Квалификация за СП 1978              |                                      |

Всичко: 48 мача / 33 гола; 31 победи, 9 равни, 8 загуби.

## Реплики
- „Често скоростта се бърка с проницателността. Когато започна да бягам преди останалите, аз се появявам по-бързо.“
- „Италианците не могат да ни бият, но ние със сигурност можем да загубим срещу тях.“
- „Футболът е много проста игра. Защо да се дава пас на 50 метра с възможна загуба, ако просто може да се предаде топката на най-близкия, а той вече да я даде на партньор? Най-добрата идея винаги е най-простата. Вие не искате да ви вкарат гол? Просто дръжте топката у себе си, не я давайте на съперника. Най-много от всичко аз обичам да гледам как играят децата на двора. Това е най-искреният футбол. Именно този, който са играли моите отбори.“ [1]

- „Случайността е логична.“
- „Не можеш да победиш без топката.“
- „Преди да направя грешка, аз не правя тази грешка.“
- „Всеки недостатък си има предимство.“
- „За да спечелиш трябва да вкараш един гол повече от противника“
- „Улавяш момента или го изпускаш. Ако го изпуснеш, бъди по-бърз!“
- Клаус Тевелайт – „Вратата към света“: „Винсент видя царевичното поле, Айнщайн видя числото, Цепелин – цепелина, а Йохан видя топката.“
- Франц Бекенбауер: „Йохан беше по-добрият играч, но аз станах световен шампион.“
- Франц Бекенбауер: „Щом Роналдо струва 100 милиона, то тогава Кройф би струвал сега милиард.“

## Семейство и личен живот
На 2 декември 1968 г. Йохан Кройф се жени за Дани Костер, дъщеря на неговия импресарио Кор Костер. С нея имат 3 деца: 2 дъщери – Шантал (родена на 16.11.1970 г.) и Сусила (род. 27 януари 1972) и 1 син – Жорди (род. 9.2.1974). Синът му Жорди Кройф е играл като футболист в клубовете „Барселона“, „Манчестър Юнайтед“, „Селта“, „Алавес“ и „Еспаньол“. След това става спортен директор на израелския клуб ФК Макаби (Тел Авив) . През 1993 г. се ражда първата му внучка, Йесуа Aндреа, дъщеря на Шантал и импресариото на ФК „Барселона“ Йесус Mариано Aнгой.
Йохан Кройф е обичал да играе голф.
Бил е заклет пушач. Навикът му да пуши през почивките на мачовете се пренася и след като спира да играе футбол. 
Едва след сърдечна операция през 1991 г. той отказва цигарите. Поставен му е сърдечен байпас и лекарите му препоръчват да се погрижи за здравето си. През 1996 г. Кройф се разделя с ФК „Барселона“, след като са открити проблеми със сърцето на наставника. Оттогава той се посвещава повече на даването на стипендии за футболисти в неравностойно положение, които им помагат при бъдещо лечение, както и в създаването на международния университет „Йохан Кройф“, който помага на спортистите да намерят ново призвание след края на кариерата им.
 Съсобственик е на обувната фирма „Cruyff Classics“.
През октомври 2015 е диагностициран с рак на белите дробове.  На 24 март 2016 г. умира след тежка и неравна борба с болестта в семейно обкръжение в Барселона.

## Почит
- През 1996 г. трофеят за Суперкупата на Нидерландия е преименуван на „Йохан Кройф Шийлд“.
- През 2018 г. стадион „Амстердам Арена“ е преименуван на „Йохан Кройф Арена“.

## Галерия
- Кройф получава „Златната топка“ през 1971 г.
- Йохан Кройф през 
1974 година
- Йохан Кройф с купата, спечелена от Барселона на турнира „Амстердам 700“ през 1975 г.
- Йохан Кройф на мач срещу Байерн (Мюнхен), 1978 г.
- Кройф се прощава с публиката след последния си мач като футболист, 
13 май 1984 г.
- Йохан Кройф на игрище за голф през 2009 г.
- Йохан Кройф в Каталуния, 2013 г.